# Mirabeau (Aix-les-Bains)
Pour les articles homonymes, voir Mirabeau.
L'hôtel de voyageurs dit Hôtel Mirabeau, actuellement immeuble dit Résidence Mirabeau, est un ancien palace du début du XXe siècle construit à Aix-les-Bains en Savoie, transformé à présent en logements. Il est inscrit à l'Inventaire général du patrimoine culturel en 2006.

## Situation
L'immeuble se situe sur les premières hauteurs de la ville thermale d'Aix-les-bains en France au 11 boulevard de Chantemerle. Il fut érigé sur un terrain de 24 000 m2. Le parc est bordé par la rivière la Chaudanne.

## L'histoire

### Un palace
Le Mirabeau a été créé par le vicomte Elio de la Celle sur un terrain acheté à son beau-père, le Docteur Macé un Aixois impliqué dans le développement du thermalisme. Le bâtiment fut élaboré par l'architecte Martinet. Les travaux débutèrent en 1908 et furent réalisés par l'entreprise Bonna. Le palace est inauguré en mai 1910 ou le 19 juin 1910.

### Pendant la Première Guerre mondiale
Au cours de la guerre de 1914-1918, l'immeuble fait office d'hôpital auxiliaire.

### Pendant la Seconde Guerre mondiale
Durant la Seconde Guerre mondiale, le Mirabeau connaîtra de nombreux bouleversements. De fin août 1939 à 1943, l'immeuble n'est pas exploité. Il sera ensuite réquisitionné par l'occupant allemand qui va y installer une école d'infanterie. À la suite du retrait des troupes allemandes, le 21 août 1944, ces derniers en voulant bruler des archives, ont provoqué dans la précipitation un important incendie dans l'immeuble.
Entre 1945 et 1946, divers travaux dont les toitures sont réalisés.

### Un immeuble d'habitation
La responsabilité de l'occupant allemand dans la détérioration du bâtiment ayant été déclarée et officialisée en 1955, des dommages et intérêts sont versés pour atteindre un montant de 17 916 F. Les premières transformations en immeuble d'habitation débutent. Le palace est transformé en immeuble d'habitation en 1981.

## Description

### Le bâtiment
Ce palace comprend à l'origine 250 chambres et 100 salles de bains.

### Espaces extérieurs
Lors de son inauguration et encore de nos jours, le bâtiment principal domine un vaste parc arboré et agrémenté de fleurs où serpentent des chemins. À l'origine, on pouvait également y voir des terrains de tennis. Aujourd'hui, des garages ont été ajoutés en contrebas du parc.